# Ligier JS39B
Chronologie des modèles (1994)
Ligier JS39 Ligier JS41
La Ligier JS39B est la monoplace de Formule 1 engagée par l'écurie française Ligier lors de la saison 1994 de Formule 1. Elle est pilotée par le Français Éric Bernard, remplacé successivement par le Britannique Johnny Herbert et le Français Franck Lagorce, l'un des pilotes essayeurs de l'écurie. Le second pilote titulaire est le Français Olivier Panis. L'Allemand Jörg Müller et l'Italien Massimiliano Papis sont les autres pilotes essayeurs de l'écurie.

## Historique

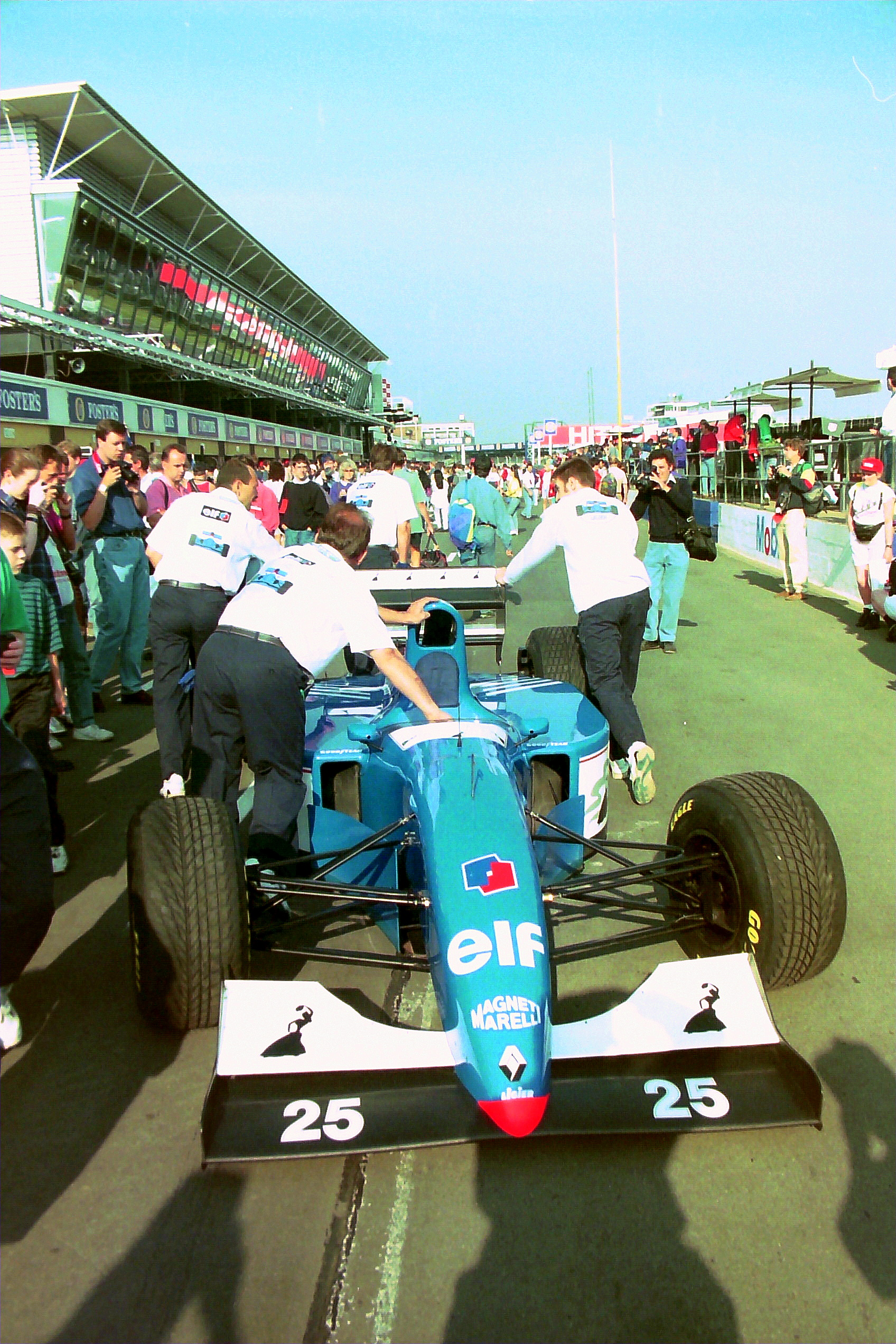
La Ligier JS39B d'Éric Bernard dans la voie des stands à Silverstone.

La saison 1994 est une année de transition pour l'écurie Ligier, rachetée en début de saison par Flavio Briatore, le patron de l'écurie Benetton Formula. Cela a pour conséquence un partenariat technologie avec l'écurie britannique qui permet à Ligier d'utiliser les boîtes de vitesses de Benetton. La JS39B est quant à elle une évolution de la Ligier JS39 de la saison précédente.
Le peu d'évolutions apportées à la monoplace à l'intersaison a un impact direct sur les performances de Éric Bernard et Olivier Panis qui s'élancent le plus souvent depuis le dernier tiers de la grille de départ. Lors de la manche inaugurale au Brésil, Panis, qualifié en dix-neuvième position, termine onzième et avant-dernier de l'épreuve, juste devant la Simtek de David Brabham, alors que Bernard abandonne à la suite d'un carambolage avec trois autres pilotes au trente-quatrième tour,.
La situation ne s'améliore pas en début de saison en ce qui concerne les performances de la JS39B en qualification, qui s'avère néanmoins être la monoplace la plus fiable du plateau, Bernard étant le seul pilote à subir un problème de fiabilité lors du Grand Prix de France, où il abandonne au quarantième tour sur un problème de boîte de vitesses. Lors de ce Grand Prix, Panis ne franchit pas non plus l'arrivée, et ce pour la seule fois de la saison, le Français s'accrochant au vingt-huitième tour avec l'Arrows de Gianni Morbidelli.
Il faut attendre le Grand Prix d'Allemagne pour que la JS39B devienne réellement compétitive : Panis et Bernard, qualifiés respectivement douzième et quatorzième, profitent du carambolage du début de course pour s'élancer à la poursuite de la Ferrari de Gerhard Berger, vainqueur de la course, et terminer en deuxième et troisième positions,. Au Grand Prix suivant, en Hongrie, Panis, qualifié en neuvième position, ramène le point de la sixième place,.
Si les Ligier reviennent durablement à l'avant du peloton, ils ne parviennent néanmoins plus à terminer dans les points. Au Portugal, Panis, neuvième de la course, est disqualifié à cause de l'usure du sabot de sa monoplace.
Lors du Grand Prix d'Europe, Éric Bernard, dominé largement par Panis tout au long de la saison, est limogé et remplacé par le Britannique Johnny Herbert, qui dominera le Français tant en qualifications qu'en course. Impressionné par les performances de Herbert, Benetton Formula l'engage pour le reste de la saison au détriment de Jos Verstappen. Ligier est alors contraint de titulariser Franck Lagorce, l'un des pilotes essayeurs de l'écurie, pour les deux dernières manches de la saison. Le Français, dont ce sera sa première et unique apparition en Formule 1, se qualifie en vingtième position des Grand Prix du Japon et d'Australie et termine onzième de ce dernier Grand Prix, alors que Panis, qualifié en douzième position à Adélaïde, termine cinquième,,.
À la fin de la saison, Ligier termine à la sixième place du championnat des constructeurs avec treize points. Olivier Panis se classe onzième du championnat des pilotes avec onze points tandis qu'Éric Bernard prend la dix-huitième place avec quatre points.

## Résultats en championnat du monde de Formule 1
| Saison | Écurie                 | Moteur          | Pneus    | Pilotes        | Courses | Courses | Courses | Courses | Courses | Courses | Courses | Courses | Courses | Courses | Courses | Courses | Courses | Courses | Courses | Courses | Points inscrits | Classement |
| Saison | Écurie                 | Moteur          | Pneus    | Pilotes        | 1       | 2       | 3       | 4       | 5       | 6       | 7       | 8       | 9       | 10      | 11      | 12      | 13      | 14      | 15      | 16      | Points inscrits | Classement |
| ------ | ---------------------- | --------------- | -------- | -------------- | ------- | ------- | ------- | ------- | ------- | ------- | ------- | ------- | ------- | ------- | ------- | ------- | ------- | ------- | ------- | ------- | --------------- | ---------- |
| 1994   | Ligier Gitanes Blondes | Renault RS6 V10 | Goodyear |                | BRÉ     | PAC     | SMR     | MON     | ESP     | CAN     | FRA     | GBR     | ALL     | HON     | BEL     | ITA     | POR     | EUR     | JAP     | AUS     | 13              | 6e         |
| 1994   | Ligier Gitanes Blondes | Renault RS6 V10 | Goodyear | Éric Bernard   | Abd     | 10e     | 12e     | Abd     | 8e      | 13e     | Abd     | 13e     | 3e      | 10e     | 10e     | 7e      | 10e     |         |         |         | 13              | 6e         |
| 1994   | Ligier Gitanes Blondes | Renault RS6 V10 | Goodyear | Johnny Herbert |         |         |         |         |         |         |         |         |         |         |         |         |         | 8e      |         |         | 13              | 6e         |
| 1994   | Ligier Gitanes Blondes | Renault RS6 V10 | Goodyear | Franck Lagorce |         |         |         |         |         |         |         |         |         |         |         |         |         |         | Abd     | 11e     | 13              | 6e         |
| 1994   | Ligier Gitanes Blondes | Renault RS6 V10 | Goodyear | Olivier Panis  | 11e     | 9e      | 11e     | 9e      | 7e      | 12e     | Abd     | 12e     | 2e      | 6e      | 7e      | 10e     | Dsq     | 9e      | 11e     | 5e      | 13              | 6e         |

Légende : ici 